# Озбиљан човек
„Озбиљан човек“ (енгл. A Serious Man) је амерички филм снимљен 2009. у режији браће Коен. Главне улоге тумаче Сајмон Хелберг, Адам Аркин и Ричард Кајнд.

## Улоге
| Глумац         | Улога              |
| -------------- | ------------------ |
| Сајмон Хелберг | рабин Скот Гинзлер |
| Адам Аркин     | Дон Мајлграм       |
| Ричард Кајнд   | ујка Артур         |
| Џорџ Вајнер    | рабин Нактнер      |
| Мајкл Сталбарг | Лари Гопник        |
| Кетрин Боровиц | Мими Надел         |
| Ејми Ландекер  | Семски             |